# Rolls-Royce Limited
Rolls-Royce fue un fabricante de automóviles de lujo británico, y más adelante un negocio de producción de motores aeronáuticos, fundado en 1904 por la asociación de Charles Rolls y de Henry Royce. Sobre la base de la reputación de Royce establecida con sus grúas, rápidamente desarrollaron un considerable prestigio como ingeniería de gran calidad al fabricar el "mejor automóvil del mundo". La Primera Guerra Mundial introdujo a la compañía en el campo de los motores de aviación. El desarrollo de motores a reacción comenzó en 1940. 
La compañía se ha labrado una reputación duradera en el desarrollo y la fabricación de motores para aviones civiles y de defensa. 
A finales de la década de 1960, Rolls-Royce quedó irremediablemente paralizada por su mala gestión del desarrollo de su avanzado motor a reacción RB211 y el consecuente exceso de costos, aunque el motor finalmente resultó ser un gran éxito. En 1971, los propietarios se vieron obligados a liquidar sus participaciones en la empresa. Las partes más útiles del negocio fueron adquiridas por una nueva compañía gubernamental denominada Rolls-Royce (1971) Limited, que continuó con el negocio principal, pero que vendió las participaciones en British Aircraft Corporation (BAC) casi de inmediato y transfirió la propiedad de la división de automóviles rentable, pero ya por entonces económicamente insignificante, a Rolls-Royce Motors Holdings Limited. Esta empresa vendió a su vez la compañía automovilística a Vickers en 1980. 
Rolls-Royce Limited obtuvo el consentimiento para eliminar el "1971" del nombre de la compañía en 1977. 
El negocio de Rolls-Royce permaneció nacionalizado hasta 1987, cuando después de cambiar el nombre del grupo propietario a Rolls-Royce plc, el gobierno lo vendió a inversores privados. Rolls-Royce plc todavía posee y opera el negocio principal de Rolls-Royce, aunque desde 2003 técnicamente es una subsidiaria del holding registrado Rolls-Royce Holdings plc. 
Una encuesta de marketing realizada en 1987 mostró que solo Coca-Cola era una marca más conocida que Rolls-Royce.

## Coches
Henry Royce abrió un negocio eléctrico y mecánico en 1884. Construyó su primer automóvil, un Royce 10 de dos cilindros, en su fábrica de Mánchester en 1904. Henry Royce fue presentado a Charles Rolls en el Midland Hotel de Mánchester, el 4 de mayo de ese año. Rolls era propietario de una de las primeras concesionarias de automóviles, CS Rolls & Co. en Fulham.

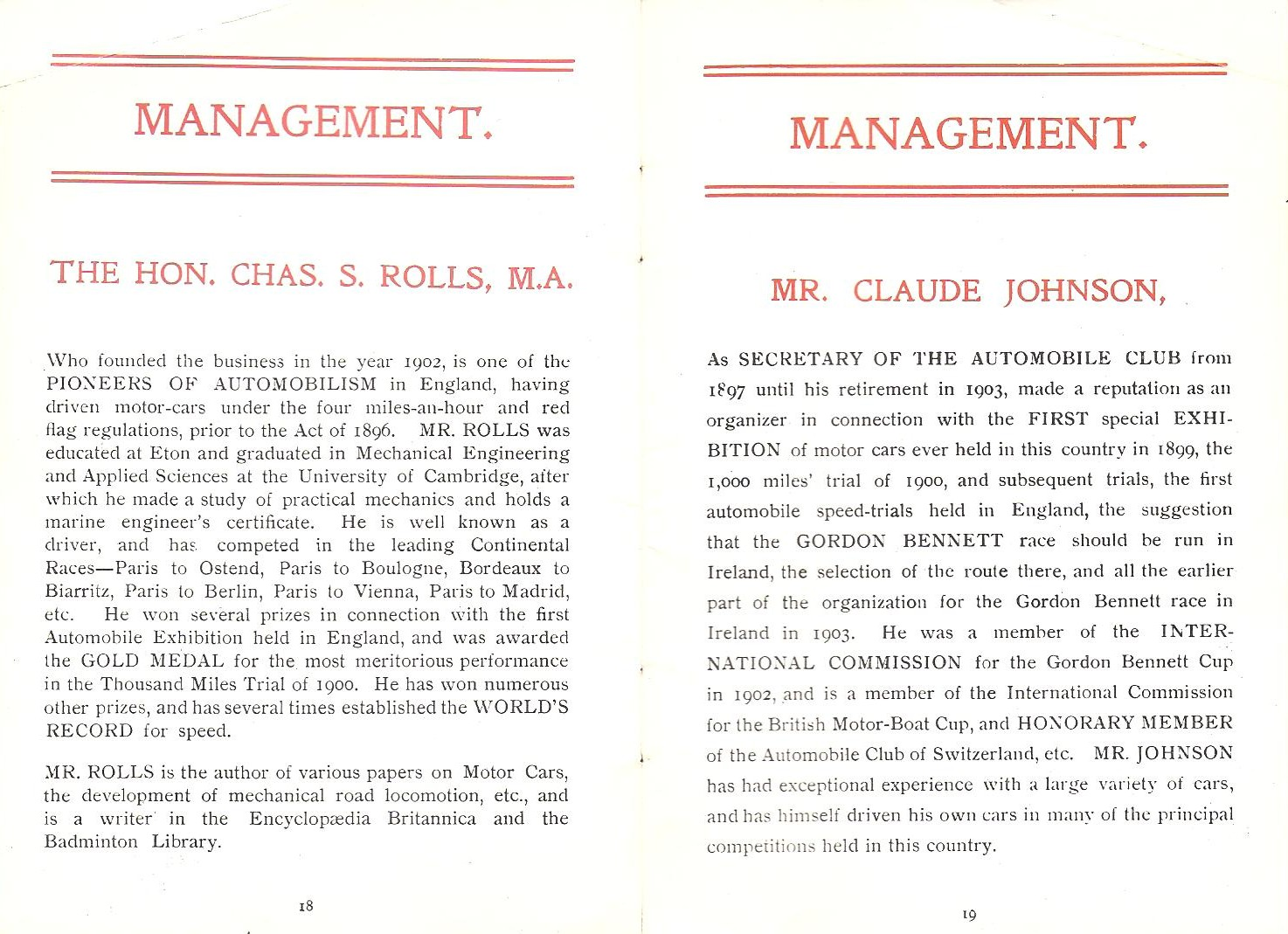
Páginas de uno de los primeros folletos de la compañía

A pesar de su preferencia por los automóviles de tres o cuatro cilindros, Rolls quedó impresionado con el Royce 10, y en un acuerdo posterior, suscrito el 23 de diciembre de 1904, acordó adquirir todos los coches que Royce pudiera fabricar. Había cuatro modelos:
- 10 hp, modelo de dos cilindros que se vendía a 395 libras (£ 40 000 en 2019)[3]
- 15 hp, de tres cilindros, a 500 libras (£ 50 000 en 2019)[3]
- 20 hp, de cuatro cilindros, a 650 libras (£ 60 000 en 2019)[3]
- 30 hp, de seis cilindros, con un precio de 890 libras (£ 90 000 en 2019)[3]

Todos serían identificados como Rolls-Royce y vendidos exclusivamente por Rolls. El primer automóvil Rolls-Royce, el Rolls-Royce de 10 hp, fue presentado en el Salón de París en diciembre de 1904. 
Rolls-Royce Limited se formó el 15 de marzo de 1906, momento en el cual era evidente que se requerían nuevas instalaciones para la producción de automóviles. Después de considerar posibles localizaciones en Mánchester, Coventry, Bradford y Leicester, fue una oferta de electricidad a bajo precio del concejo de Derby el motivo que impulsó la decisión de adquirir 12,7 acres (5,1 ha) localizados en el extremo sur de esa ciudad. La nueva fábrica fue diseñada en gran parte por Royce, y la producción comenzó a principios de 1908, con una inauguración formal el 9 de julio de 1908 presidida por Sir John Montagu. La inversión de la nueva compañía requirió un aumento de capital adicional, y el 6 de diciembre de 1906 se ofrecieron al público 100.000 libras esterlinas de nuevas acciones. En 1907, Rolls-Royce compró CS Rolls & Co. Los intereses de Royce Ltd. no relacionados con los automóviles continuaron operando por separado. 

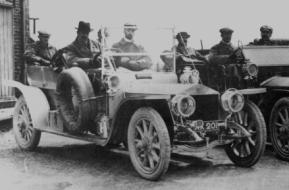
The Silver Ghost, 40/50 chasis # 60551 registro AX-201, en el Scottish Reliability Trial (22 de junio de 1907)

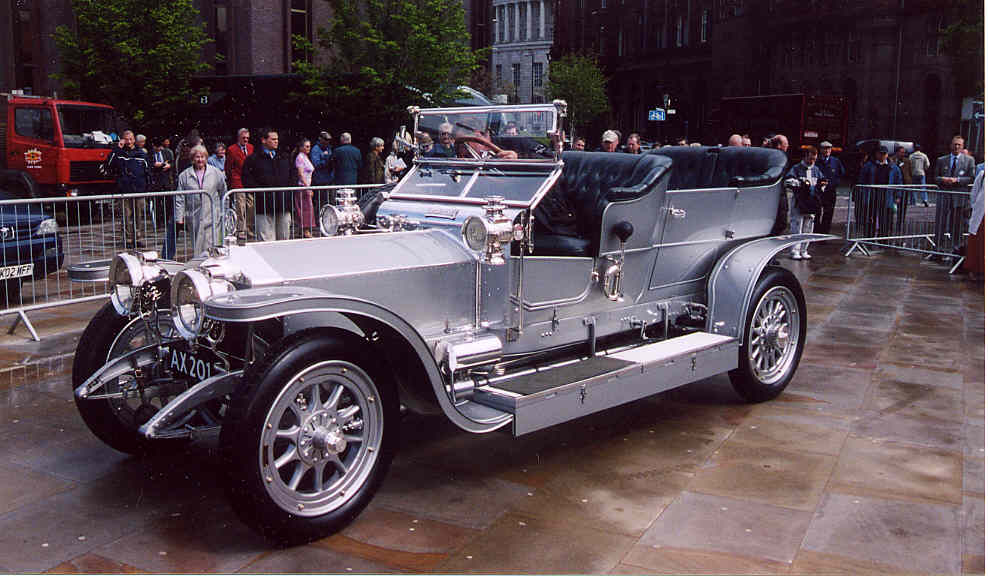
Auto original Silver Ghost en 2004, Chasis 40/50 # 60551. Tourer abierto semi-Rey de Bélgica, carrozado por Barker

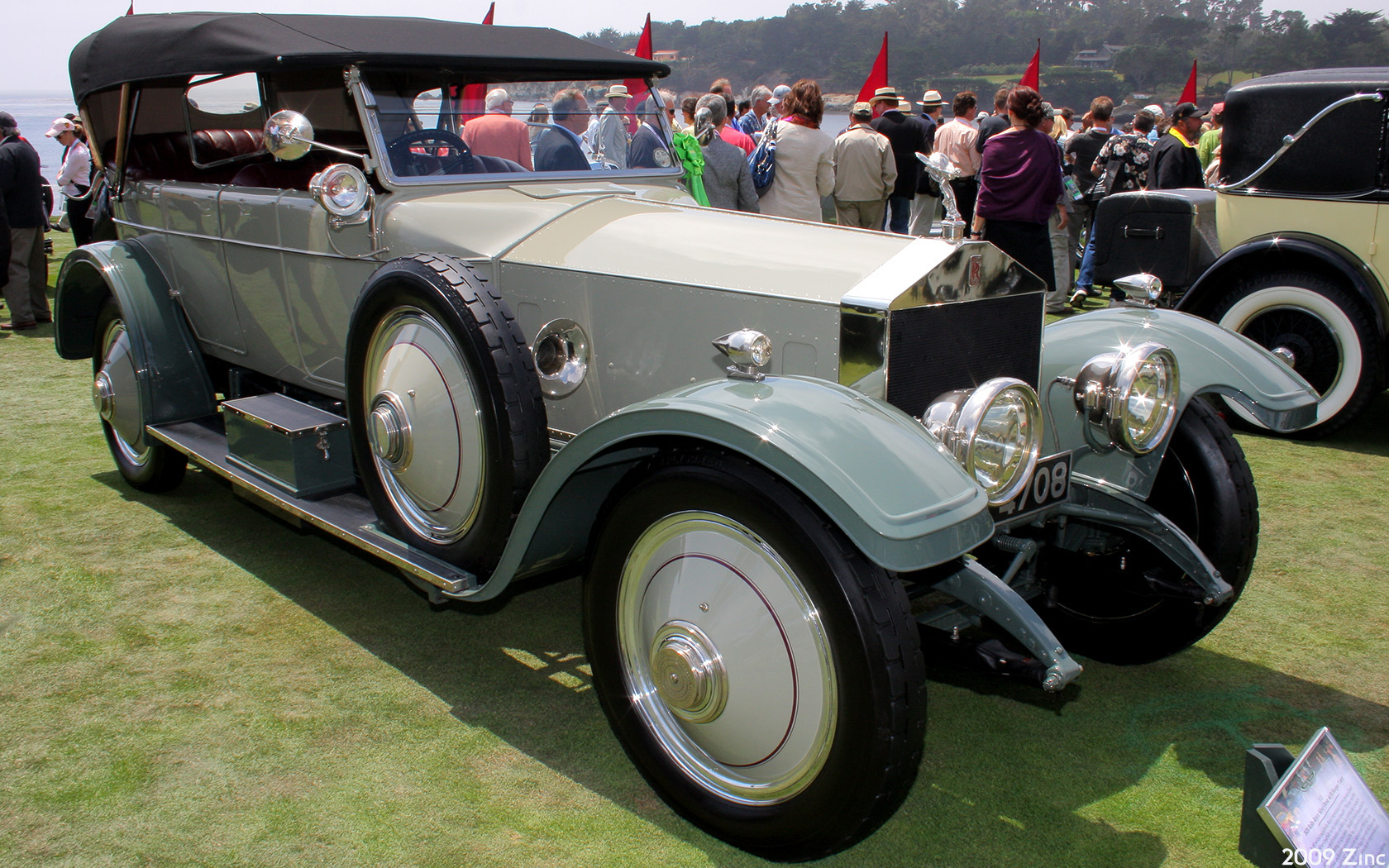
Tourer abierto 40-50, carrozado por Hooper, 1920

### Rolls-Royce 40/50
Durante 1906, Royce había desarrollado un modelo mejorado de seis cilindros con más potencia que el Rolls-Royce de 30 hp. Inicialmente designado como 40/50hp, este fue el primer modelo completamente nuevo de Rolls-Royce. En marzo de 1908, Claude Johnson, Director Gerente Comercial (a veces descrito como el guion en el nombre de Rolls-Royce), logró convencer a Royce y a los otros directores de que Rolls-Royce debería concentrarse exclusivamente en el nuevo modelo, dejándose de producir todos los modelos anteriores. Johnson poseía una de las primeras unidades pintada en color plata, bautizada (como si fuera un yate) Silver Ghost. Extraoficialmente, la prensa y el público adoptaron inmediatamente este nombre para designar a todos los 40/50 fabricados hasta la introducción del 40/50 Phantom en 1925. 
El nuevo 40/50 fue el responsable del prestigio inicial de Rolls-Royce, con más de 6000 unidades construidas. Su chasis se utilizó como base para el primer vehículo blindado británico empleado en las dos guerras mundiales. 

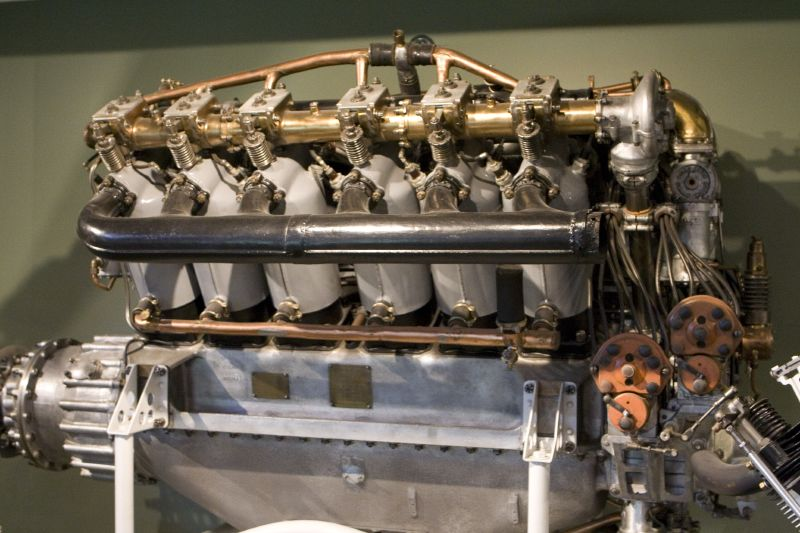
Un motor aeronáutico Eagle VIII de la Primera Guerra Mundial

### Motor aeronáutico Rolls-Royce Eagle
La fabricación de motores aeronáuticos comenzó en 1914, debido a una solicitud del gobierno británico. El Rolls-Royce Eagle, desarrollado en 1915, fue el primer motor en realizar un cruce transatlántico sin escalas en avión, cuando en junio de 1919 dos motores Eagles propulsaron el bombardero Vickers Vimy adaptado, en el vque pasaría a ser conocido como el vuelo transatlántico de Alcock y Brown.

### Springfield, Estados Unidos
Para satisfacer la gran demanda existente, Rolls-Royce abrió en 1921 una nueva fábrica de automóviles en Springfield, Massachusetts, Estados Unidos, donde se construyeron otros 1701 "Springfield Ghosts". Esta fábrica funcionó durante 10 años, cerrando en 1931. Estaba ubicada en la antigua fábrica de la American Wire Wheel en Hendee Street, con las oficinas de administración en el 54 de Waltham Ave. Springfield había sido la sede de la Duryea Motor Wagon Company, el lugar donde se construyó el primer vehículo a gasolina estadounidense. El primer chasis Rolls-Royce americano se completó en 1921, siendo las carrocerías suministradas por Rolls-Royce Custom Coachwork y por Brewster & Co. de Long Island City, Nueva York. 

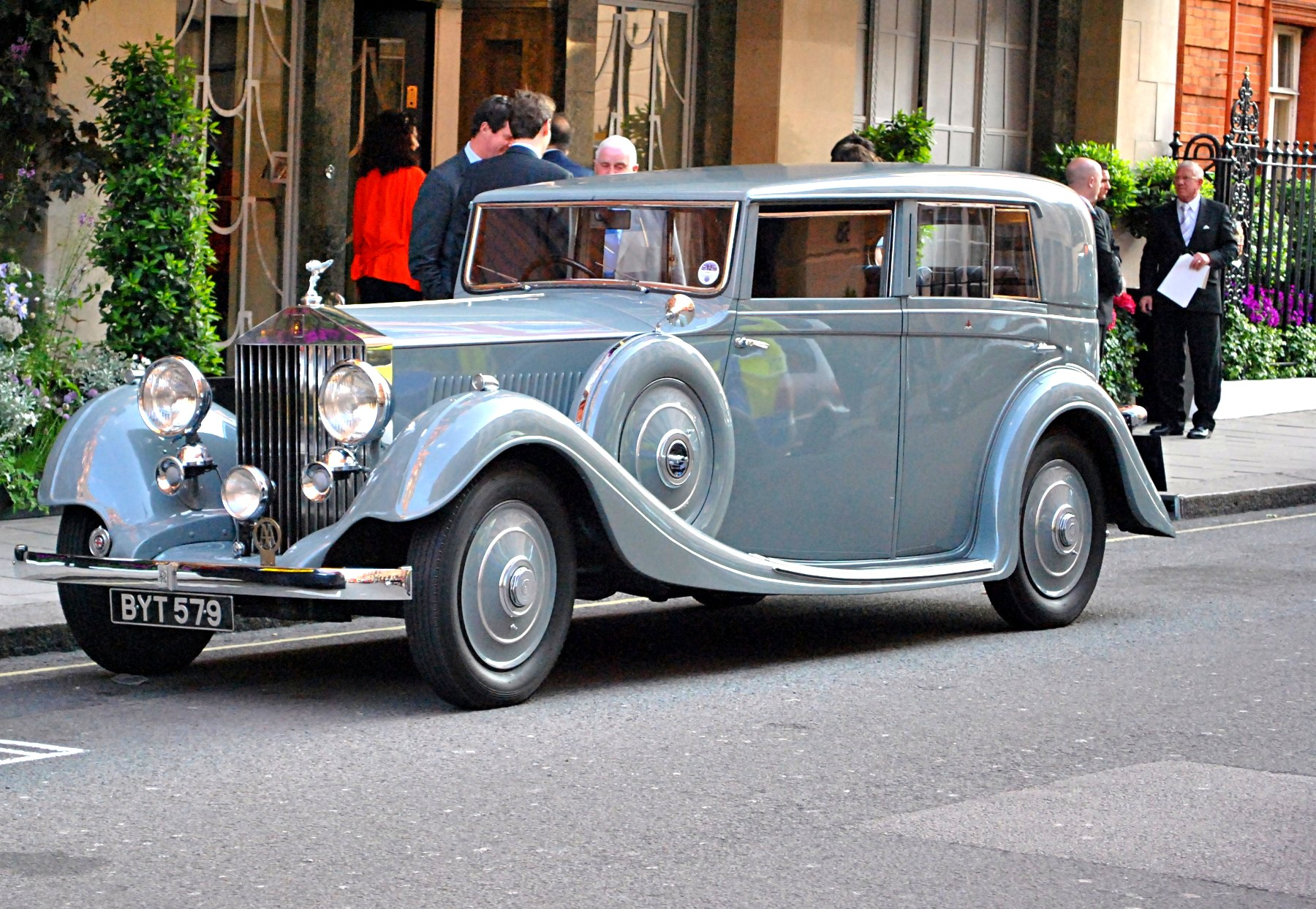
Limusina 20/25 carrozada por Gurney Nutting

### Rolls-Royce Twenty
Después de la Primera Guerra Mundial, Rolls-Royce evitó con éxito los intentos tendentes a facilitar la fusión de fabricantes de automóviles británicos. Frente a la caída de las ventas del 40/50 Silver Ghost en las etapas de recesión de la posguerra, de corta duración pero profundas, Rolls-Royce introdujo en 1922 el Twenty, más pequeño y más barato, terminando efectivamente con la política de un único modelo seguida desde 1908.

### Rolls-Royce Phantom
El nuevo Phantom 40/50 hp reemplazó al Silver Ghost en 1925. El Phantom III, introducido en 1936, fue el último gran modelo de antes de la guerra. Una producción estrictamente limitada de Phantom para jefes de Estado se reinició en 1950, y continuó hasta que el Phantom VI terminó su producción a finales de la década de 1980.

### Bentley

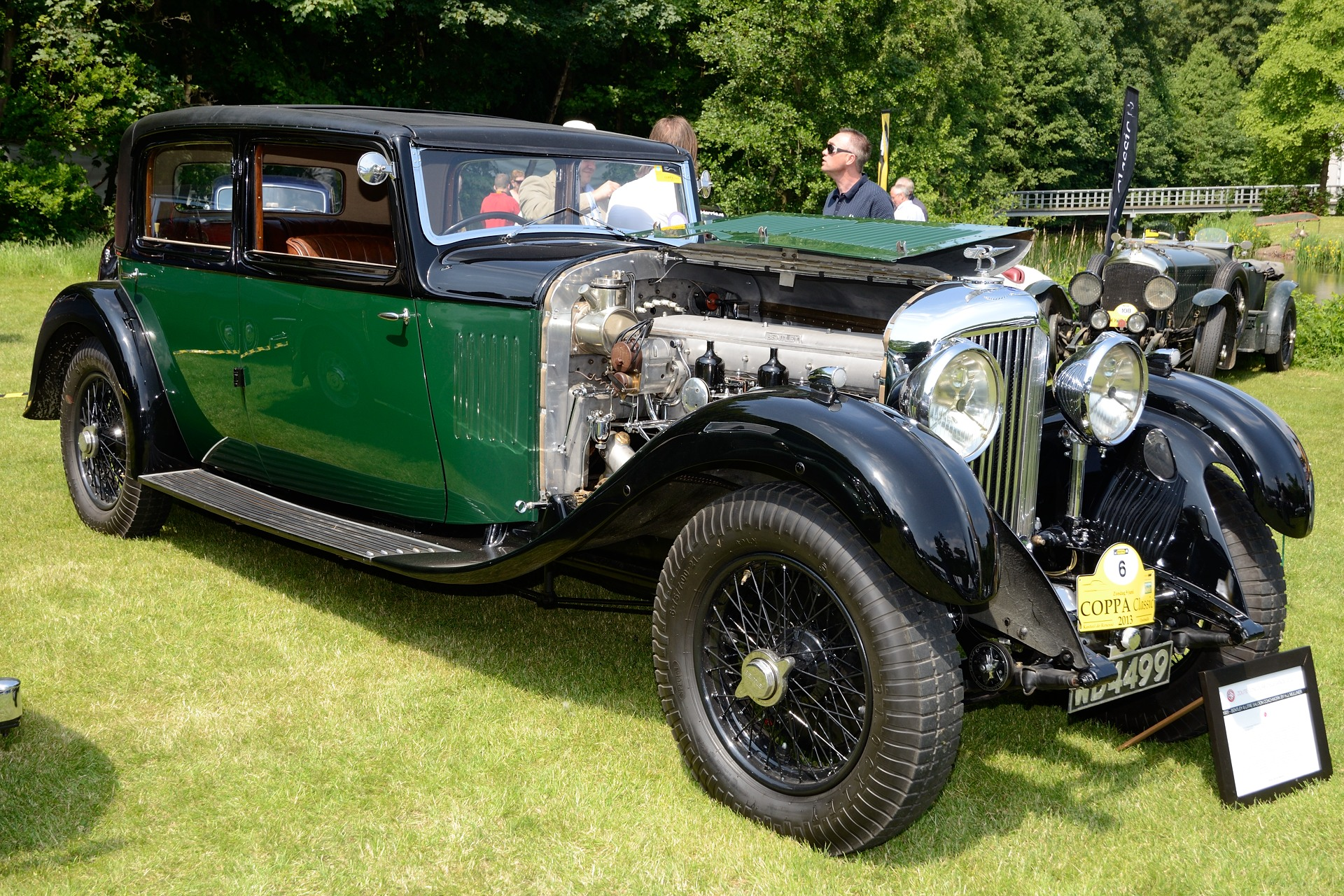
Después de 1931, Rolls-Royce dejó de producir el Bentley 8 Litros, un competidor del Phantom

En 1931, Rolls-Royce adquirió Bentley, el pequeño fabricante de automóviles deportivos y de carreras, y un potencial rival, después de que las finanzas de Bentley no pudieron resistir el inicio de la Gran Depresión. Rolls-Royce detuvo la producción del nuevo Bentley 8 litros, que amenazaba las ventas de su Phantom actual, eliminó los activos restantes de Bentley y solo utilizó el nombre de Bentley y su reputación. Después de algunos años de desarrollo, Rolls-Royce produjo una nueva gama de Bentley ultra civilizada de tamaño mediano, muy diferente, publicitándolos como "el automóvil deportivo silencioso". Estaban muy ajustados al molde clásico de Rolls-Royce. Desde poco después de la Segunda Guerra Mundial, hasta 2002, los autos estándar Bentley y Rolls-Royce eran casi idénticos: los Bentley se convirtieron en un mero producto de ingeniería de marca, y solo la parrilla del radiador y algunos detalles menores diferían entre las dos marcas. 
En 1933, el color del monograma del radiador del Rolls-Royce se cambió de rojo a negro, porque el rojo a veces no combinaba bien con el color de carrocería seleccionado por los clientes, y no como una señal de respeto por la muerte de Royce, como se dice comúnmente.

### Crewe
En 1938, el gobierno británico construyó una factoría en la sombra en Crewe para Rolls-Royce, donde se podrían fabricar los motores aeronáuticos Merlin y Griffon. La producción de automóviles se trasladó allí en 1946, con el fin de liberar el espacio necesario para construir carrocerías y dejar espacio para fabricar motores de aviación en Derby. El sitio fue comprado al gobierno en 1973, y actualmente se conoce como Bentley Crewe. 

### Segunda Guerra Mundial
En 1940, se firmó un contrato con Packard Motor Car Company de Detroit, Míchigan, para la producción en los Estados Unidos de motores de aviación Merlin durante la Segunda Guerra Mundial. 
La producción se centró en los motores aeronáuticos, pero se desarrolló una variante del motor Merlin, conocido como Meteor, para el tanque Cromwell. El desarrollo del Meteor se completó en 1943, y el mismo equipo de la fundición de Belper reinició el trabajo en un motor de automóvil de ocho cilindros, ampliando sus usos. Este motor se convirtió en el estándar de la gama B de motores de gasolina del ejército británico para los vehículos de combate de posguerra, en particular en la Gama FV600 de Alvis; el Daimler Ferret; los Humber Hornet y Pig; y el Austin Champ.

## Diversificación de posguerra

### Carrocerías

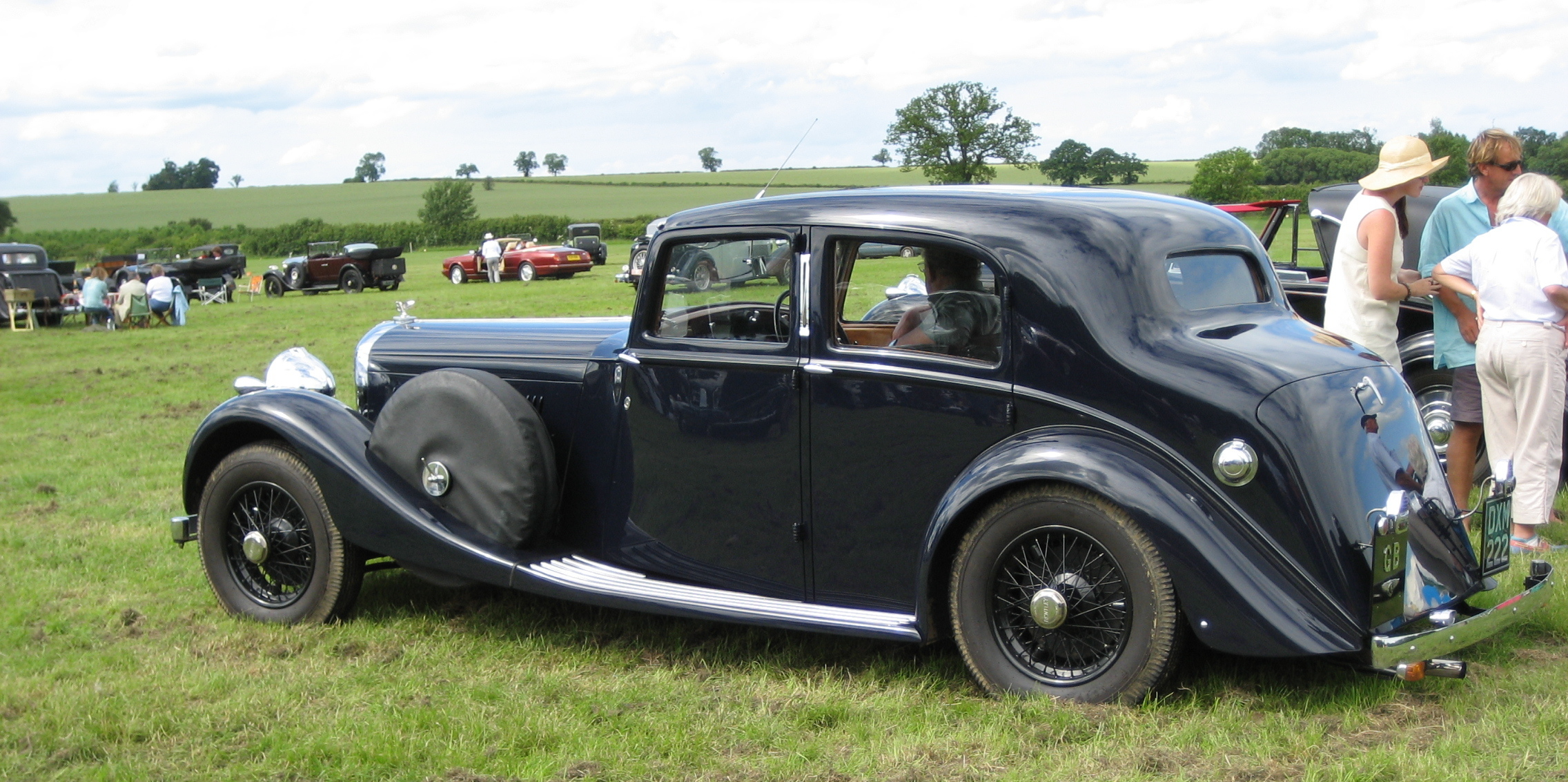
Bentley de 1937 con una carrocería totalmente metálica, diseñada por Rolls-Royce y construida por Park Ward

Después de la guerra, en 1946, la producción de automóviles Rolls-Royce y Bentley se mudó a Crewe, donde se comenzaron a ensamblar automóviles Bentley completos con prensas de carrocerías suministradas por la Pressed Steel Company. Anteriormente se habían construido solo los chasis, dejando la realización de las carrocerías a talleres especializados. En 1939, Rolls-Royce adquirió una de las compañías de carrocería especializada en sus modelos, haciéndose con el capital restante de Park Ward Limited, que desde 1936, junto con Rolls-Royce, había estado construyendo tiradas cortas de carrocerías totalmente metálicas para chasis Bentley. 
En 1959, Rolls-Royce compró la compañía carrocera H J Mulliner, y los dos negocios se unieron como HJ Mulliner Park Ward. 

### Motores diésel en Shrewsbury

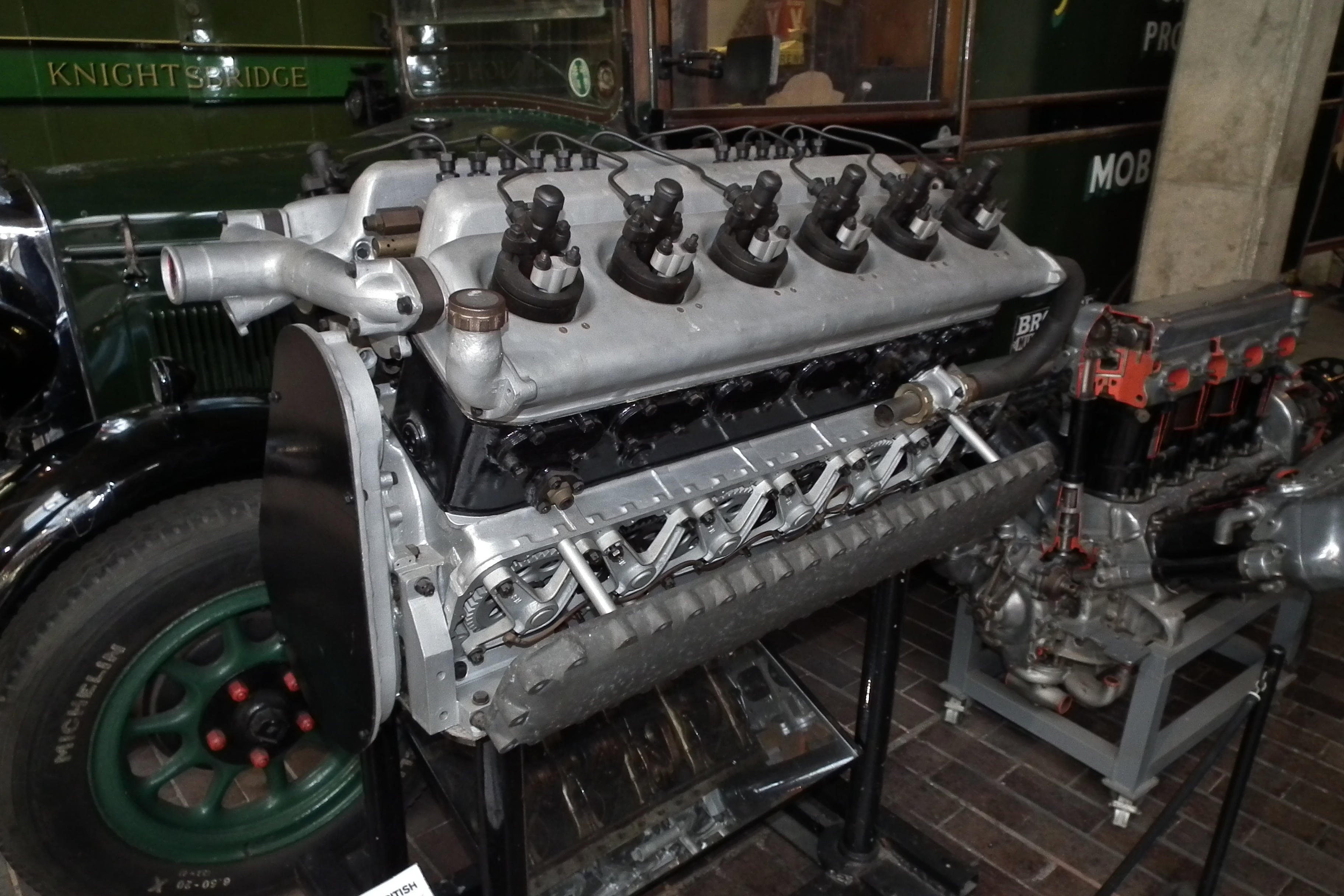
Motor diésel V12 experimental con válvulas de camisa, diseñado para Rolls-Royce por Harry Ricardo en 1930. Impulsando un automóvil conducido por George Eyston, mantuvo el récord de velocidad terrestre diésel hasta 1950

Los automóviles de lujo no encajaban con el nuevo ambiente de austeridad de la posguerra. Después de iniciar el diseño y desarrollo de lo que se convirtió en su gama de motores diésel de la serie C en 1948, Rolls-Royce comenzó a producir motores diésel en 1951. En 1955, suministraba motores diésel para uso automotriz, ferroviario, industrial, de movimiento de tierras y marino.
Sentinel (Shrewsbury) Limited se compró en 1956. Esta empresa fabricaba máquinas herramientas y locomotoras industriales. Rolls-Royce se hizo cargo de la fábrica de Sentinel en Shrewsbury para la producción de motores diésel, y todo su trabajo con este tipo de motores se transfirió allí.
El fabricante de West Riding de locomotoras diésel de maniobras, Thomas Hill (Rotherham) Limited, fue agregado al grupo en 1963.
En 1973, cuando las actividades de Shrewsbury se pusieron bajo el paraguas del nuevo propietario, Rolls-Royce Motors, la gama de motores diésel incluía: 
- Gama C: motores de 4, 6 y 8 cilindros con potencia de 100 a 450 CV. Utilizados en grupos electrógenos, compresores, etc., equipos de construcción, ferrocarriles y otros fines industriales y de propulsión naval.
- Eagle: una versión modificada del motor de 6 cilindros de la gama C llamada Eagle se usaba en vehículos pesados, con una potencia de 200 a 300 CV.
- Gama D: motores en V con potencias de 400 a 750 CV para grupos electrógenos, aplicaciones navales y ferroviarias.[2]

## Motores aeronáuticos

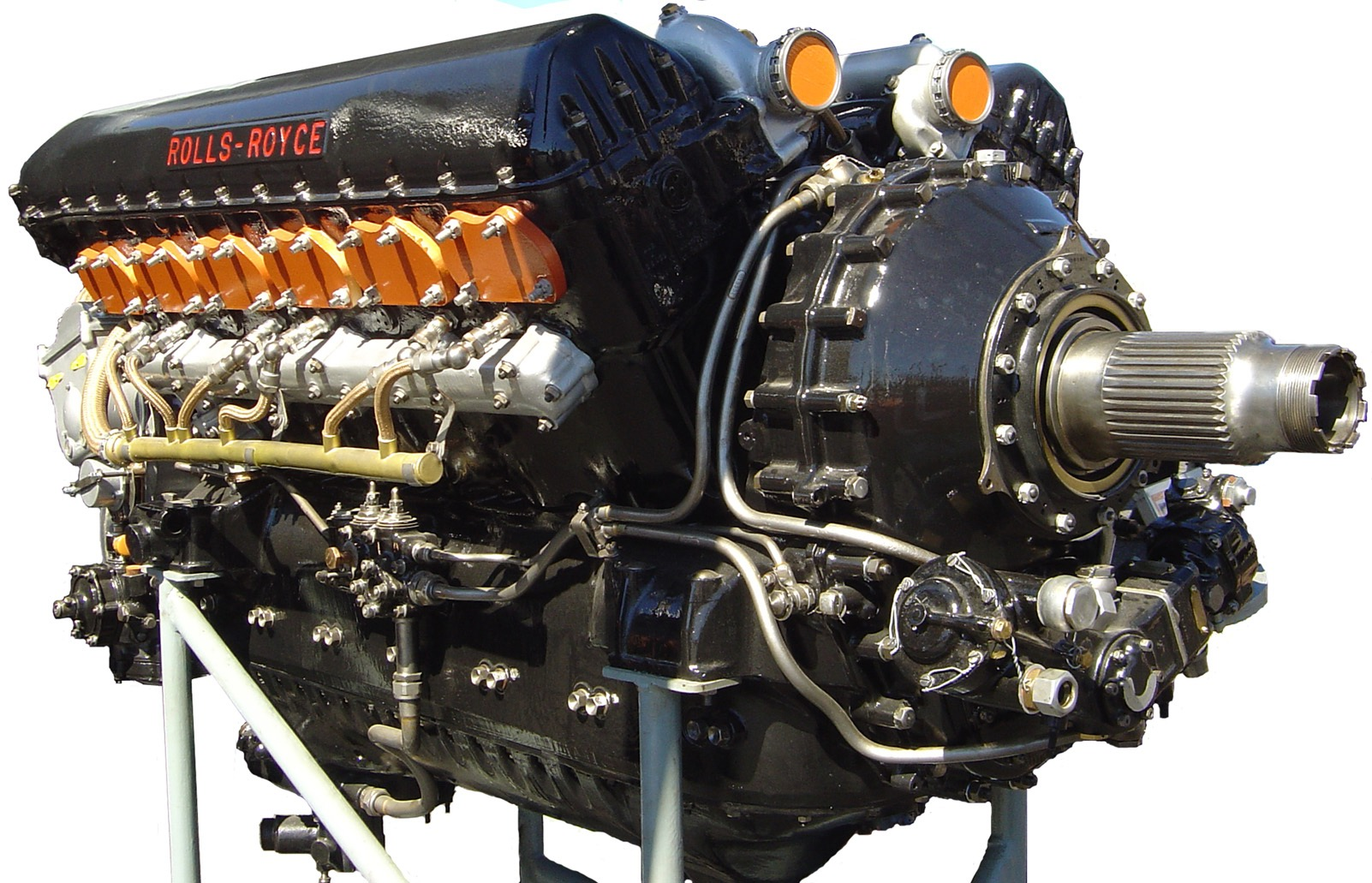
El omnipresente Merlin, de 27 litros de capacidad

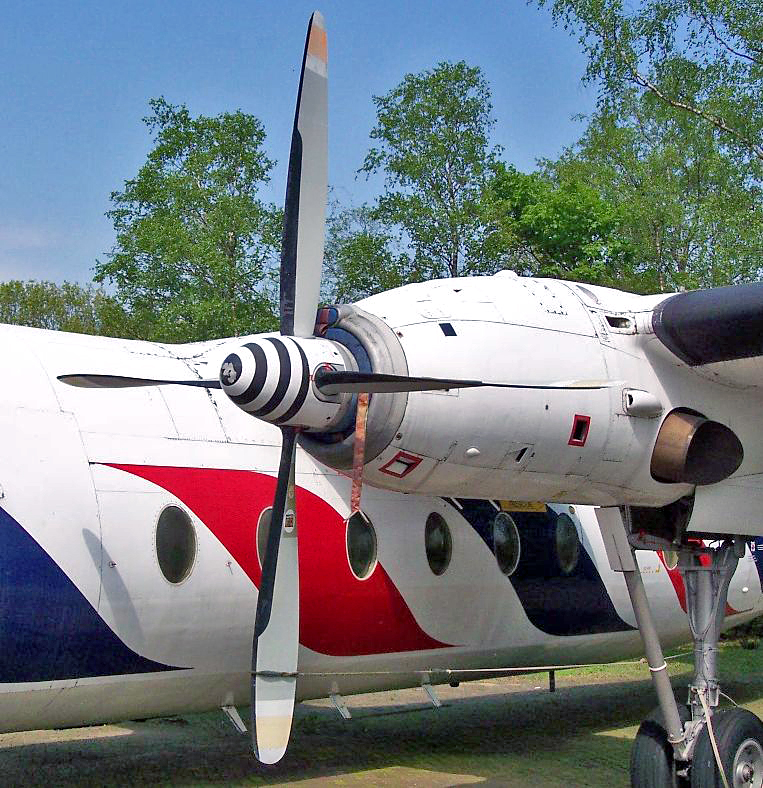
Un motor Dart montado en un avión de pasajeros Fokker F.27 Friendship

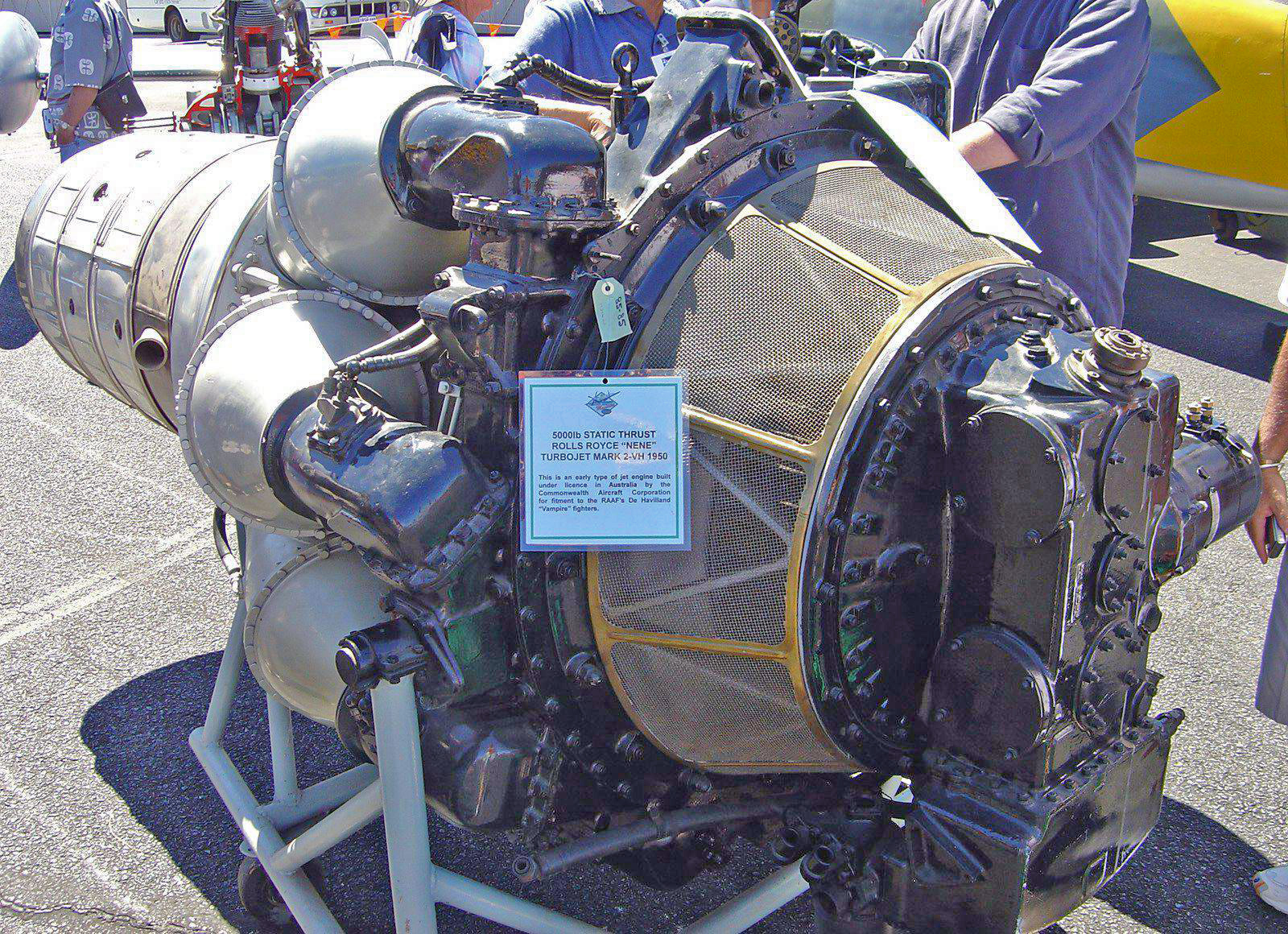
Un turborreactor Nene de finales de la década de 1940

En 1907, Charles Rolls, cuyos intereses se habían centrado cada vez más en volar, intentó sin éxito persuadir a Royce y a los otros directores para que diseñaran un motor aeronáutico. Cuando estalló la Primera Guerra Mundial en agosto de 1914, Rolls-Royce (y muchos otros) no se lo esperaban. Como fabricante de automóviles de lujo, fue inmediatamente vulnerable, y Claude Johnson pensó que el banco retiraría el servicio de sobregiro del que la compañía dependía en ese momento. Sin embargo, creyendo que la guerra probablemente duraría poco, los directores inicialmente decidieron no buscar encargos del gobierno para fabricar motores de aviación. Sin embargo, esta posición se invirtió rápidamente y la Oficina de Guerra persuadió a Rolls-Royce para que fabricara cincuenta motores V8 refrigerados por aire bajo licencia de Renault. Mientras tanto, la Royal Aircraft Factory le pidió a Rolls-Royce que diseñara un nuevo motor de 200 CV. A pesar de la reticencia inicial, se aceptó el encargo, y durante 1915, se desarrolló el primer motor aeronáutico de Rolls-Royce, el Eagle de doce cilindros; seguido rápidamente por el Hawk, más pequeño, de seis cilindros; por el Falcon de 190 CV; y justo antes del final de la guerra, por el Condor de 675 CV. 
Durante la Primera Guerra Mundial, Rolls-Royce realizó considerables esfuerzos para construir motores de aviación en las cantidades requeridas por la Oficina de Guerra. Sin embargo, con la excepción de Brazil Straker en Bristol, Rolls-Royce resistió a la presión de autorizar la producción a otros fabricantes, por temor a que la calidad y fiabilidad tan admiradas de sus motores corrieran el riesgo de verse comprometidas. En cambio, la fábrica de Derby se amplió para permitir a Rolls-Royce aumentar sus propias tasas de producción. A fines de la década de 1920, los motores de aviación constituían la mayor parte del negocio de Rolls-Royce. 
El último diseño de Henry Royce fue el motor aeronáutico Merlin, lanzado por primera vez en forma de prototipo en 1935, aunque Royce había fallecido en 1933. Se desarrolló a partir del motor R, que había impulsado un hidroavión Supermarine S.6B que batió un récord al alcanzar casi 400 millas por hora (644 km/h) en el Trofeo Schneider de 1931. El Merlin era un potente motor V12 sobrealimentado y estaba instalado en muchos aviones de la Segunda Guerra Mundial: Hawker Hurricane, Supermarine Spitfire, de Havilland Mosquito (bimotor), Avro Lancaster (cuatro motores) (un desarrollo del Avro Mánchester con sus poco fiables motores Rolls-Royce Vulture), y Vickers Wellington (bimotor). También transformó el P-51 Mustang norteamericano en un candidato a ser el mejor caza de su época. Su motor era un Merlin construido por Packard bajo licencia. Se produjeron más de 160.000 motores Merlin, incluidos más de 30.000 construidos por la Ford Motor Company en Trafford Park, Mánchester. Durante la guerra, la mayoría de las pruebas de motores Rolls-Royce se realizaron desde el aeródromo de Hucknall. El Merlin se extendió al uso en vehículos terrestres militares, denominándose Meteor. Impulsaba el tanque Centurion, entre otros, y aunque se usaban bloques de motor y piezas que no cumplían con los requisitos de los motores de alto rendimiento, eran adecuados para rendir 640 CV de potencia. 
Rolls-Royce se introdujo en la tecnología de las turbinas a reacción a través de un intercambio de activos con Rover. En el período posterior a la Segunda Guerra Mundial, realizó avances significativos en el diseño y fabricación de motores de turbinas de gas. Los motores de turbohélice Dart y Tyne fueron particularmente importantes, ya que permitieron a las aerolíneas reducir los tiempos de viaje en los recorridos más cortos, mientras que los aviones a reacción se introdujeron en servicios más largos. El motor Dart se utilizó en el Armstrong Whitworth AW.660 Argosy, el Avro 748, el Fokker F27 Friendship, el Handley Page Herald y el Vickers Viscount, mientras que el Tyne, más potente, propulsaba el Breguet Atlantique, el Transall C-160, el Short Belfast, el Vickers Vanguard, y el aerodeslizador SR N4. Muchos de estos turbopropulsores aún están en servicio. 
Entre los motores a reacción de este período se encontraba el RB163 Spey, que utilizaron el Hawker Siddeley Trident, el BAC One-Eleven, el Grumman Gulfstream II y el Fokker F28 Fellowship. 
A finales de los años cincuenta y sesenta hubo una racionalización significativa de todos los aspectos de la industria aeroespacial británica y esto incluyó a los fabricantes de motores de aviación. En 1966 Rolls-Royce adquirió Bristol Siddeley (que había resultado de la fusión de Armstrong Siddeley y Bristol Aero Engines en 1959) y lo incorporó como la división Bristol Siddeley, con su fábrica principal en Filton, cerca de Bristol. Esta compañía tenía una base sólida en motores militares, incluidos los Olympus, Viper, Pegasus (empuje vectorial) y Orpheus. También fabricaban el Olympus 593 Mk610 para ser utilizado en el Concorde en colaboración con SNECMA, sociedad francesa con la que se compartía un proyecto de turbohélice. 
El aeródromo de Leavesden, Watford, fue originalmente propiedad del Ministerio de Defensa y se utilizó durante la Segunda Guerra Mundial para la fabricación de aviones Mosquito y Halifax. Durante varios años, Rolls-Royce lo utilizó para la fabricación de motores de helicóptero, hasta que cerró en junio de 1993. La antigua fábrica de Rolls-Royce en Watford ahora se conoce como Leavesden Studios, donde se han producido películas de fama mundial, incluidas las series James Bond, Star Wars y Harry Potter. 

## RB211: la administración judicial y la nacionalización de 1971

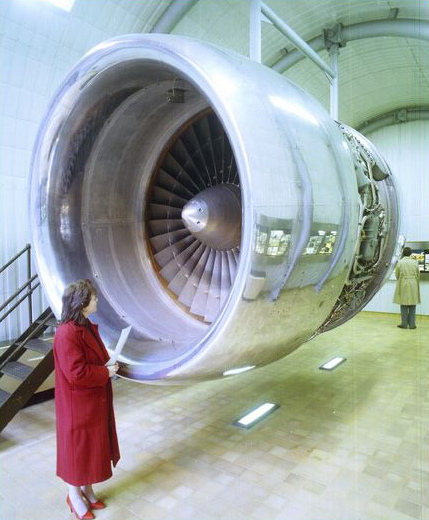
Motor RB211, exhibido en el museo de Derby. Cuarenta años después de la nacionalización, sus versiones todavía impulsaban alrededor de la mitad de los aviones de larga distancia en servicio

Las fusiones y desapariciones de empresas de las décadas de 1950 y 1960 dejaron un pequeño número de fabricantes de aeronaves importantes con base en solo unos pocos países. La competencia por los grandes contratos para suministrar sus motores se intensificó. La investigación y el desarrollo costosos se volvieron vitales. Las ganancias reales vinieron de los contratos de mantenimiento, que podían alcanzar su auge una generación después. En la década de 1980 se decía que el coste de cada nueva generación de motores aeronáuticos alcanzaba alrededor de 10 veces el coste de la precedente.
En este momento, Rolls-Royce empleaba a 80.000 personas y era la decimocuarta compañía más grande de Gran Bretaña en términos de mano de obra. En general, se sabía que habían surgido problemas recientemente que requerían el apoyo del gobierno al programa RB211 como resultado de una intensa competencia financiera con Pratt & Whitney y General Electric para el contrato original del motor a reacción RB211.
A comienzos de 1971, los problemas financieros causados en gran medida por el desarrollo de este nuevo motor turbofan RB211, diseñado y desarrollado para el nuevo L-1011 TriStar de la Lockheed Aircraft Corporation, después de varios subsidios en efectivo otorgados por el gobierno, obligaron a reconocer que Rolls-Royce no disponía de recursos económicos suficientes, y la compañía entró voluntariamente en quiebra el 4 de febrero de 1971.
Se dijo que hubo conversaciones telefónicas entre el presidente de los Estados Unidos, Richard Nixon, y el primer ministro británico, Edward Heath, pero posteriormente se negaron. En respuesta a preguntas sobre cómo podía haber surgido la situación, el director ejecutivo informó de que, en sus cálculos, se guiaron en sus estimaciones por el éxito del lanzamiento del motor Spey.
Si el gobierno simplemente hubiera nacionalizado Rolls-Royce, no hubiera podido evitar sus obligaciones con Lockheed.
La situación se manejó de la manera habitual, con activos que se vendieron en efectivo, en este caso al gobierno, dejando que Rolls-Royce Limited manejara los pasivos masivos utilizando los fondos obtenidos por la venta. Sin embargo, el gobierno no fijaría un precio de compra para los activos hasta que la situación se aclarase, porque sin un negocio continuo, muchos de ellos podrían no tener valor. Mientras tanto, el gobierno usaría los activos para continuar con las actividades de las divisiones de motores aeronáuticos, marinos e industriales, y de motores pequeños, que eran importantes para la defensa nacional, para los programas colectivos con otros países y para muchas fuerzas aéreas y líneas aéreas civiles. En mayo se fundó una nueva compañía (con la fecha 1971 en su nombre) para comprar sustancialmente la totalidad de las empresas y activos de las cuatro divisiones de Rolls-Royce conectadas con los motores de turbina de gas. La compañía original, Rolls-Royce Limited, fue puesta en liquidación el 4 de octubre de 1971.
Pidiendo apoyo a su propio gobierno, Lockheed advirtió que un cambio a los motores Pratt & Whitney o General Electric retrasaría la producción por seis meses adicionales y podría forzar a Lockheed a la bancarrota.
El gestor de Rolls-Royce negoció con Lockheed, que consintió en renunciar a la reclamación de daños permitiendo que la planta se cerrara. También logró el apoyo continuo de los acreedores comerciales, a pesar de las amenazas de exigir pagos inmediatos en su totalidad y retirar los suministros. El primer activo vendido fue British Aircraft Corporation, comprada a partes iguales por Vickers y GEC. El receptor reflotó Rolls-Royce Motors en 1973.

### Nuevo consejo
El nuevo propietario, Rolls-Royce (1971) Limited, tenía entre sus miembros de la junta a Lord Cole (expresidente de Unilever), Sir Arnold Weinstock (director gerente de GEC), Hugh Conway (director gerente de Rolls-Royce Gas Turbines), el Dr. Stanley Hooker (Rolls-Royce Bristol), Sir William Cook (asesor del Ministro de Defensa), Sir St. John Elstub (director gerente de Imperial Metal Industries) y Sir Charles Elworthy (exjefe de Estado Mayor de Defensa).

### Despegue de Lockheed y Rolls-Royce
El nuevo avión, equipado con sus tres motores RB211, salió de EE. UU., y llegó a París por primera vez el 1 de junio de 1971. En Palmdale, California, el L-1011 recibió el certificado de aeronavegabilidad de la Administración Federal de Aviación de los Estados Unidos el 14 de abril de 1972, nueve meses tarde. El día en que el presidente de Lockeed dijo "... sabemos que en el servicio de líneas aéreas (el RB211) demostrará ser uno de los propulsores líderes en la historia de la aviación". 
El primer avión fue entregado a Eastern Air Lines el 5 de abril de 1972, pero el DC-10 de McDonnell Douglas lo había derrotado en la carrera de producción. 

## 1973 en Rolls-Royce Motors
Rolls-Royce Motors Limited se constituyó el 25 de abril de 1971, dos meses y medio después de que Rolls-Royce entrara en quiebra. Bajo la propiedad del administrador público, comenzó a operar de nuevo en abril de 1971, fabricando automóviles, motores diésel y de gasolina, carrocerías y otros artículos fabricados anteriormente por las divisiones de automóviles y diésel de Rolls-Royce y de la empresa carrocera Mulliner Park Ward. Continuó realizando trabajos de ingeniería de precisión en subcontratos. En junio de 1971 adquirió todos los negocios y activos utilizados por las divisiones de automóviles y motores diésel de Rolls-Royce y Mulliner Park Ward. Los usos permitidos por Rolls-Royce Motors de las diversas marcas comerciales de Rolls-Royce se definieron con mucha precisión.
A finales de 1972, los empleados de Rolls-Royce Motors en el Reino Unido eran 5855 en la división de automóviles y 2311 en la división Diesel, un total de 8166 personas.
En mayo de 1973 se vendió a Rolls-Royce Motors Holdings Limited, como paso previo a su reflotación pública.

### División automovilística
En ese momento, la División de Automóviles, además de fabricar coches y trabajos especiales de carrocerías, también realizó trabajos en instalaciones de fundición y en el mecanizado de componentes de motores de aviación, y produjo motores de pistón para aviones ligeros junto con otros motores de gasolina y multicombustibles. Ambas divisiones llevaron a cabo trabajos de desarrollo para el Gobierno Británico. 
La sede de la división de automóviles se encontraba en Pym's Lane y Minshull New Road, Crewe. La construcción personalizada de autocares permaneció en Hythe Road y High Road Willesden, Londres. Las antiguas instalaciones de la factoría en la sombra de Crewe fueron compradas al Gobierno en este momento.

### División Diesel
La División Diesel fabricó varios tipos de motores diésel en sus instalaciones en Whitchurch Road, Shrewsbury, así como también equipos de combustión para motores de turbinas de aviación.
Productos de Rolls-Royce Motors

- Coches
- Motores diésel
- Componentes de los motores de turbinas aeronáuticas y motores de pistón de aviación principalmente para Rolls-Royce 1971
- Otros motores y productos:

Gama B de motores de gasolina de 6 y 8 cilindros
Gama K de motores multicombustible
Varias transmisiones para vehículos de combate y otros vehículos
Locomotoras diésel de maniobras (Thomas Hill (Rotherham))

### Reflote de Rolls-Royce Motors Holdings
La operación de reflotado se encontró con una respuesta pública decepcionante, y más del 80 por ciento de los activos problemáticos quedaron en manos de los aseguradores.

### Fusión con Vickers Limited
El 6 de agosto de 1980, el acuerdo de los accionistas para la fusión de Rolls-Royce Motors Holdings y Vickers Limited se hizo incondicional.

### Perkins
El negocio de motores diésel de Rolls-Royce fue adquirido de Vickers en 1984 por Perkins, que desarrolló aún más los Eagle Diesel en la serie de motores Perkins TX. 

## 1977. Rolls-Royce elimina(1971)de su nombre

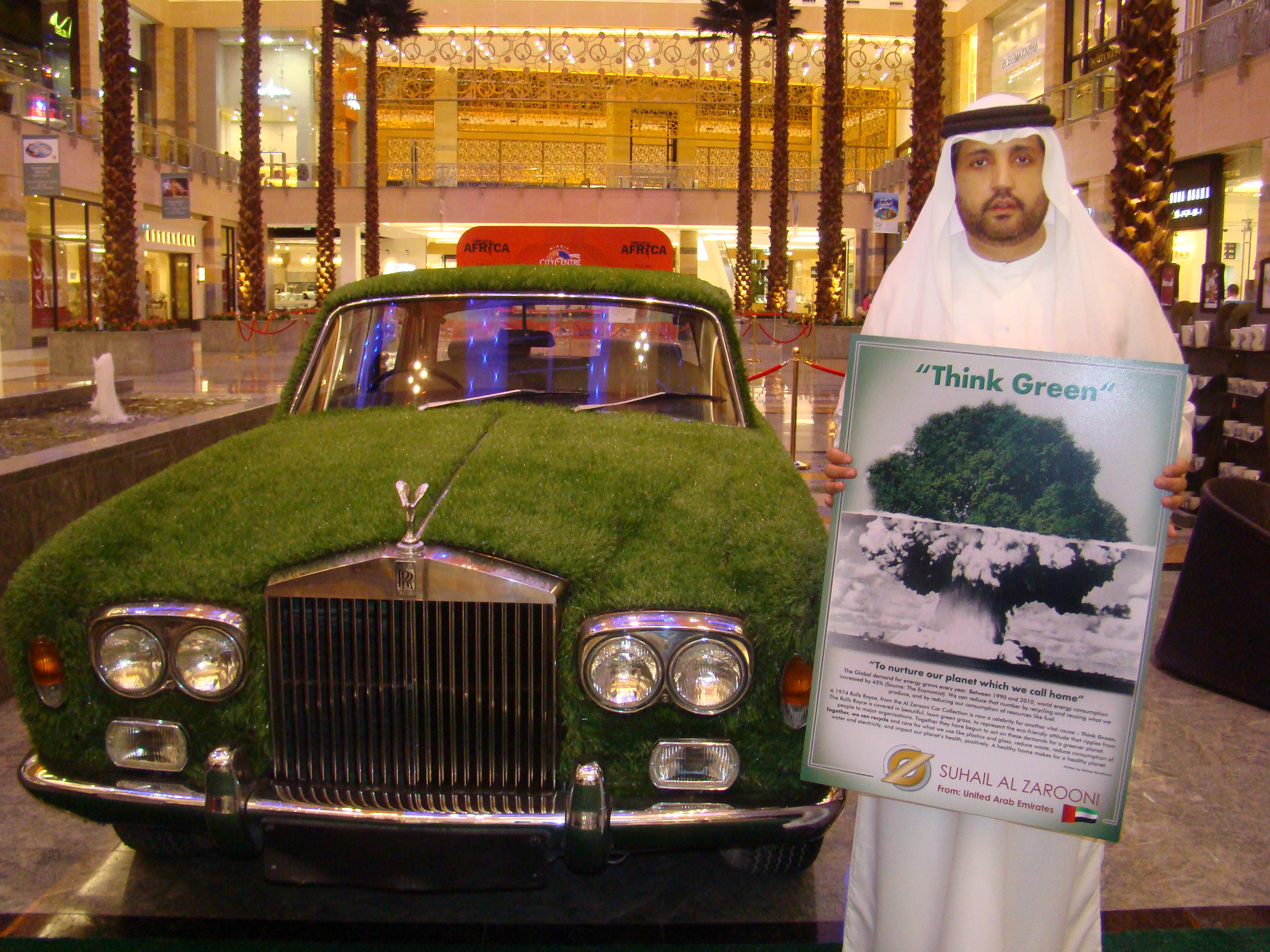
Un Rolls Royce de 1974, perteneciente a la colección de automóviles de Suhail Al Zarooni, personalizado para la causa por la vida Think Green Awareness

El nombre de Rolls-Royce (1971) Limited se cambió a Rolls-Royce Limited el 31 de diciembre de 1977, al final del año financiero de la compañía. La compañía Rolls-Royce Limited original, fundada en 1906 y todavía en liquidación, había sido renombrada como Rolls-Royce Realisations Limited, y había autorizado formalmente en marzo de 1977 a que la compañía de (1971) fuera nombrada Rolls-Royce Limited.
El término Limited fue reemplazado por plc (sociedad anónima) en el verano de 1986, por lo que las acciones podían ofrecerse al público y negociarse en mercados de valores.

## Privatización de 1987
En abril de 1987, el gobierno ofreció a la venta todas las acciones de Rolls-Royce plc. La operación, muy publicitada, fue un éxito notable.
Rolls-Royce fue un negocio con rendimientos excepcionalmente a largo plazo. Antes de que un motor de aviación civil entrara en servicio, su desarrollo podía requerir de 4 a 6 años, y los motores militares a menudo incluso más. La producción podía extenderse otros 50 años, incluida la fabricación de las piezas de repuesto necesarias mucho después de que finalizase la producción completa del motor.

### Clientes
Según el folleto publicado para la emisión de acciones de 1987 para inversores privados, Rolls-Royce era por entonces una de las tres únicas empresas fuera de la URSS y China capaz de diseñar, desarrollar y producir grandes motores de turbina de gas. En ese momento, sus motores estaban instalados en los aviones de más de 270 transportistas civiles, y eran utilizados por 110 fuerzas armadas de todo el mundo y por 700 operadores de aviones ejecutivos y corporativos.
Además, sus turbinas propulsaban los buques de 25 naciones diferentes. Más de 175 clientes industriales operaban turbinas de gas Rolls-Royce para generación de energía, bombeo de gas y petróleo y otros fines industriales. Su cliente más importante fue el Gobierno del Reino Unido. En los cinco años anteriores, alrededor del 70 por ciento de la producción se realizó fuera del Reino Unido.

### Competencia
Los competidores históricos de Rolls-Royce han sido GE y Pratt & Whitney (UTC), aunque los motores de aviación eran solo una parte de las actividades de GE y de UTC como grupos industriales importantes. 
Entre otros competidores figuran SNECMA, Turbomeca, MTU, Fiat Aviazione en Europa; y Avco, Garrett y Allison (de General Motors) en los Estados Unidos. A pesar de que el campo es excepcionalmente competitivo, varios de los fabricantes más pequeños ya estaban en colaboración con GE o con otros fabricantes más pequeños, al igual que Rolls-Royce.

### Divisiones y productos
En ese momento, Rolls-Royce estaba organizada en cinco grupos empresariales: 
1) ICEG Civil Aero: regida por la actividad de las aerolíneas y criterios de rentabilidad 
- Motores principales en 1987:

RB211-524, serie 535;
IAE V2500 para Airbus A320, un consorcio de Rolls-Royce 30%, Pratt & Whitney 30%, JAEC 23%, MTU 11% y Fiat 6%
Tay, un desarrollo del superfan Spey
- Motores fuera de producción pero generando una demanda significativa de repuestos:

Avon (1951), Conway (1960), Dart (1953), Olympus 593 (1976), RB211-22B (1972), Spey (1964), Tyne (1960)
2) MEG Military Aero: la demanda había sido estable en los últimos tiempos, y por lo tanto, de gran importancia para Rolls-Royce 
- Motores principales en 1987:

RB199
Pegasus (con empuje vectorial para aviones de combate VTOL)
Adour
Spey
Viper
- Motores de helicópteros

Gnome
Gem
RTM322
EJ200
- Motores de misiles

Odin
3) I&M Industrial and Marine: motores de turbina de gas derivadas de los diseños de aviación
4) Reparación y revisión
5) Turbinas de vapor para submarinos nucleares, y junto con estos servicios: 
Suministro
Ingeniería corporativa

## Productos

### Automóviles
Chasis desnudos (ningún Rolls-Royce se construyó con carrocería propia hasta el Silver Dawn)
- 1904-06 10 hp
- 1905-05 15 hp
- 1905-08 20 hp
- 1905-06 30 hp
- 1905-06 V-8
- 1906-25 40/50 Silver Ghost
- 1922-29 Twenty
- 1925-29 40/50 Phantom
- 1929-36 20/25
- 1929-35 Phantom II
- 1936-38 25/30
- 1936-39 Phantom III
- 1938-39 Wraith
- 1946-1959 Silver Wraith
- 1949-55 Silver Dawn con las primeras carrocerías de fábrica usando paneles prensados por la Pressed Steel Company, de Cowley
- 1950-56 Phantom IV
- 1955-65 Carrocerías de fábrica del Silver Cloud, usando paneles prensados por la Pressed Steel Co.
- 1959-68 Phantom V
- 1965-80 Chasis integral monocasco del Silver Shadow[27] totalmente construido por Rolls-Royce
- 1968-92 Phantom VI
- 1971- Rolls-Royce Corniche

Modelos Bentley (desde 1933): solo chasis 
- 1933-37 Bentley 3½ L
- 1936-39 Bentley 4¼ L
- 1939-41 Bentley Mark V

|                  |
| Silver Dawn 1953 |

|                   |
| Silver Cloud 1956 |

|                    |
| Silver Shadow 1972 |

|                                     |
| Phantom IV limusina por Hooper 1953 |

|                                                |
| Phantom V sedán de ville, por James Young 1961 |

|                     |
| Phantom VI limusina |

|                     |
| Phantom VI limusina |

### Aeronaves
- Plataforma de medición de empuje Rolls-Royce
- Rolls-Royce Mustang Mk.X